# TGV

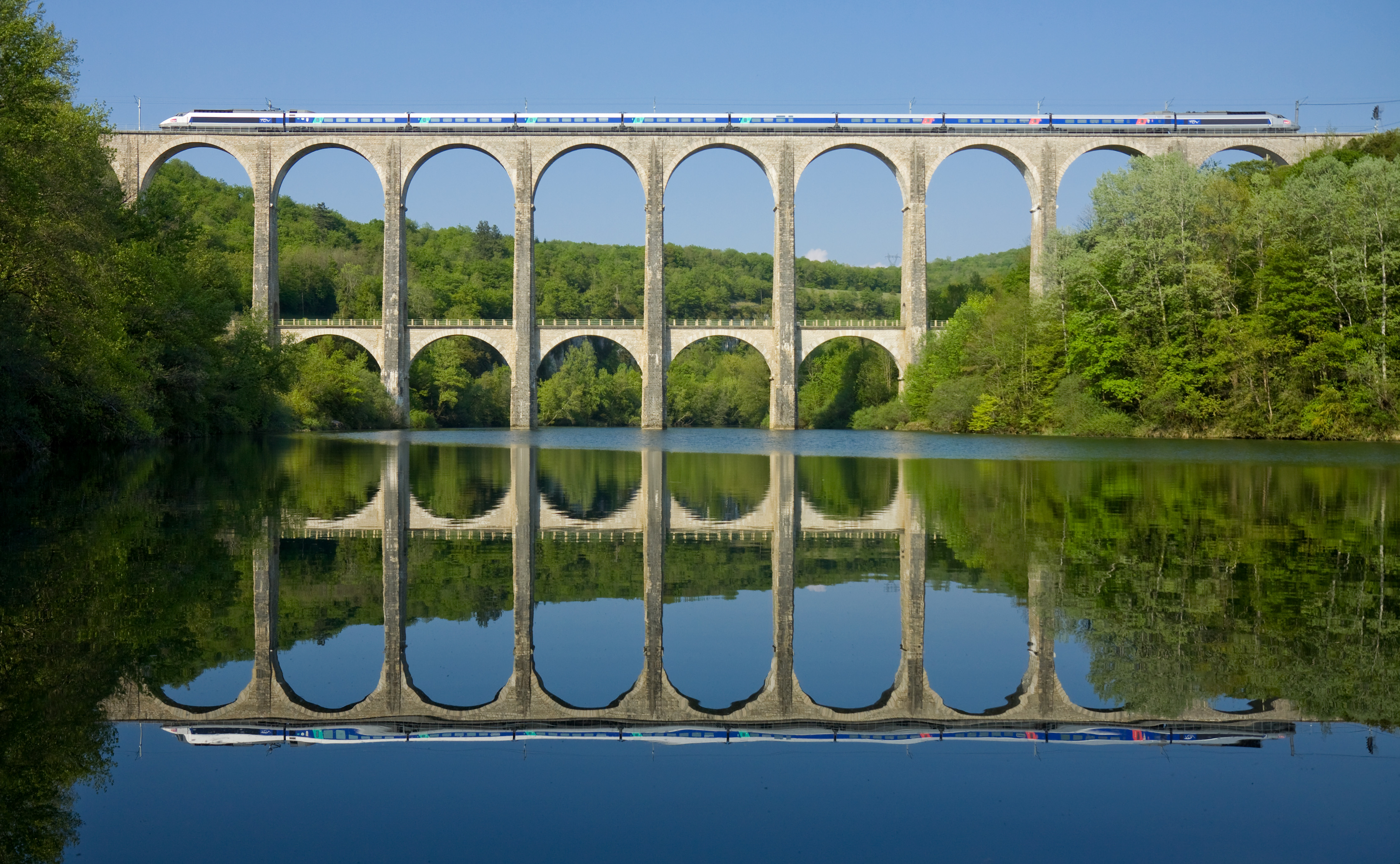
테제베

TGV(테제베, 프랑스어: Train à Grande Vitesse→웅장한 속도의 열차)는 프랑스의 고속철도이다.
1981년, 프랑스 국유 철도는 유럽 최초의 고속열차 전용선 LGV(프랑스어: Ligne à Grande Vitesse)를 파리와 리옹 사이에 개업했다. 그 후 파리를 중심으로 남쪽으로는 발랑스, 북으로는 릴을 경유하여 벨기에의 브뤼셀 및 채널 터널 입구인 칼레까지, 서쪽으로는 르망 및 뚜르까지의 고속철도를 건설하고 있다. 더불어 재래선에 바로 진입하도록 국내 및 스위스와 벨기에의 주요 도시까지 고속열차 네트워크를 넓히고 있다.
TGV는 재래선과 동일한 궤간 1,435mm을 채용하고, 교류 25,000 볼트, 50 Hz로 전철화하였으며, 최고운전속도는 시속 270~320km이다.

## 역사

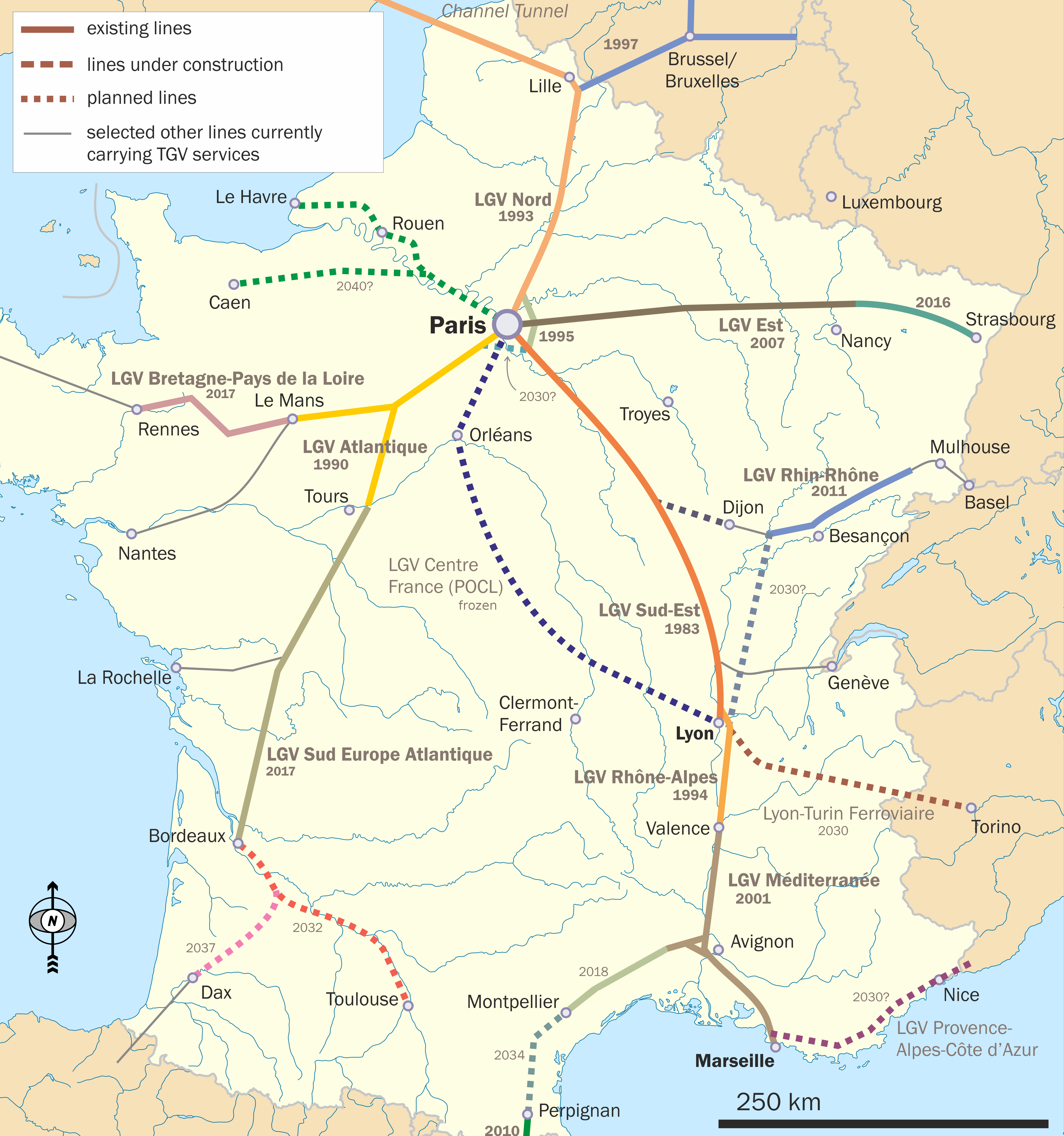
테제베의 노선망

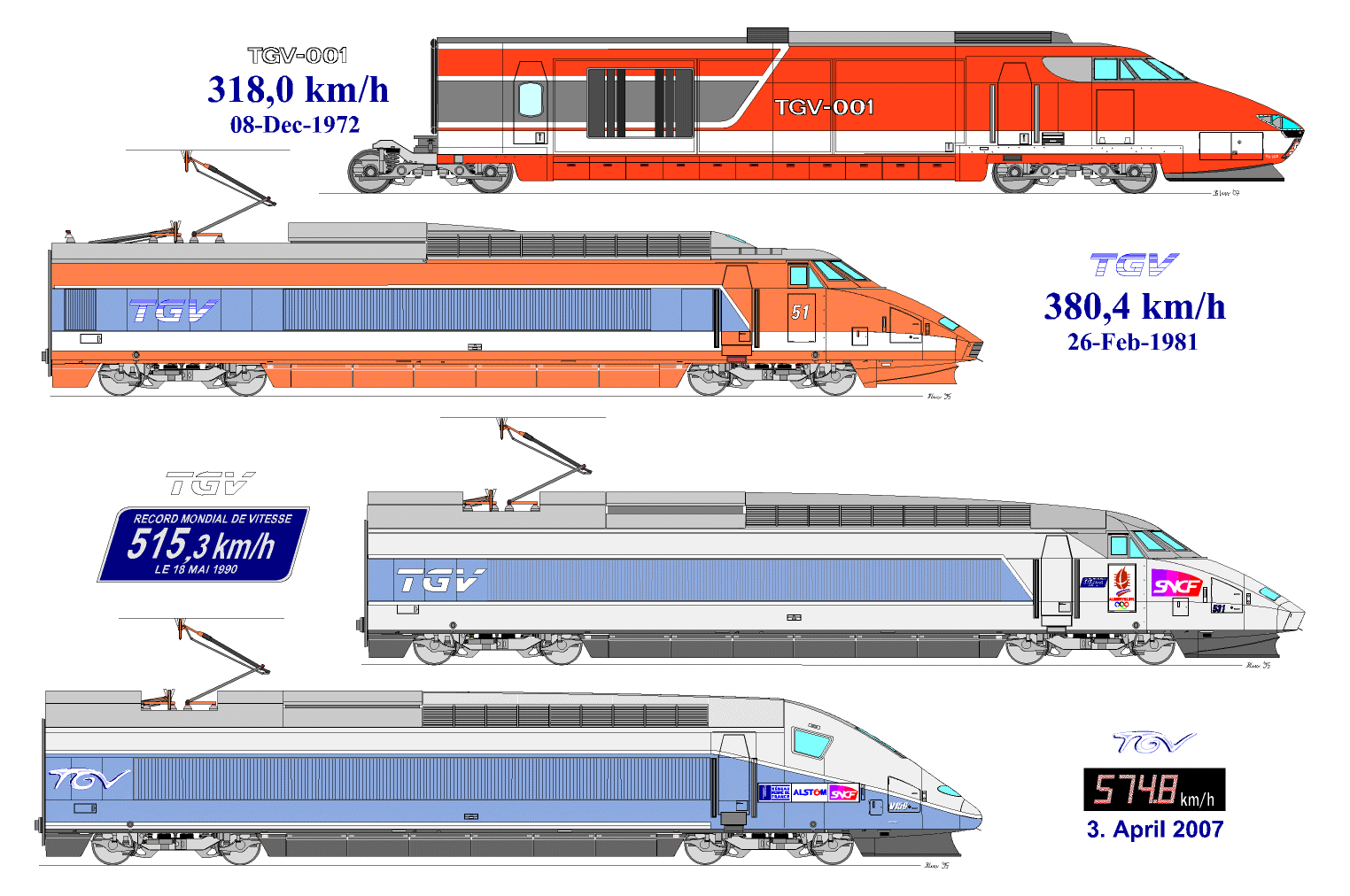
TGV 속도 기록 변천사

제2차 세계대전 후 교류전철화기술의 개발을 시작으로 331Km/h의 고속시험 등 철도의 근대화를 추진하게 되었으며, 그러다 일본국철(현 JR)이 만든 신칸센에 자극받은 SNCF는 이에 따라 TGV의 개발이 1970년대부터 시작되게 되었다. 처음에는 고속에서의 집전을 피하기 위해 가스터빈을 동력으로 할 계획이었다. 1972년 가스터빈을 채용한 시제차량 TGV001을 개발하였으며, 1972년 12월 8일의 시험운행에서 최고속도 318Km/h를 기록했다. 하지만 시험 기간 중 1970년대 에너지 위기가 발생해 동력을 전기로 변경하게 되었다.

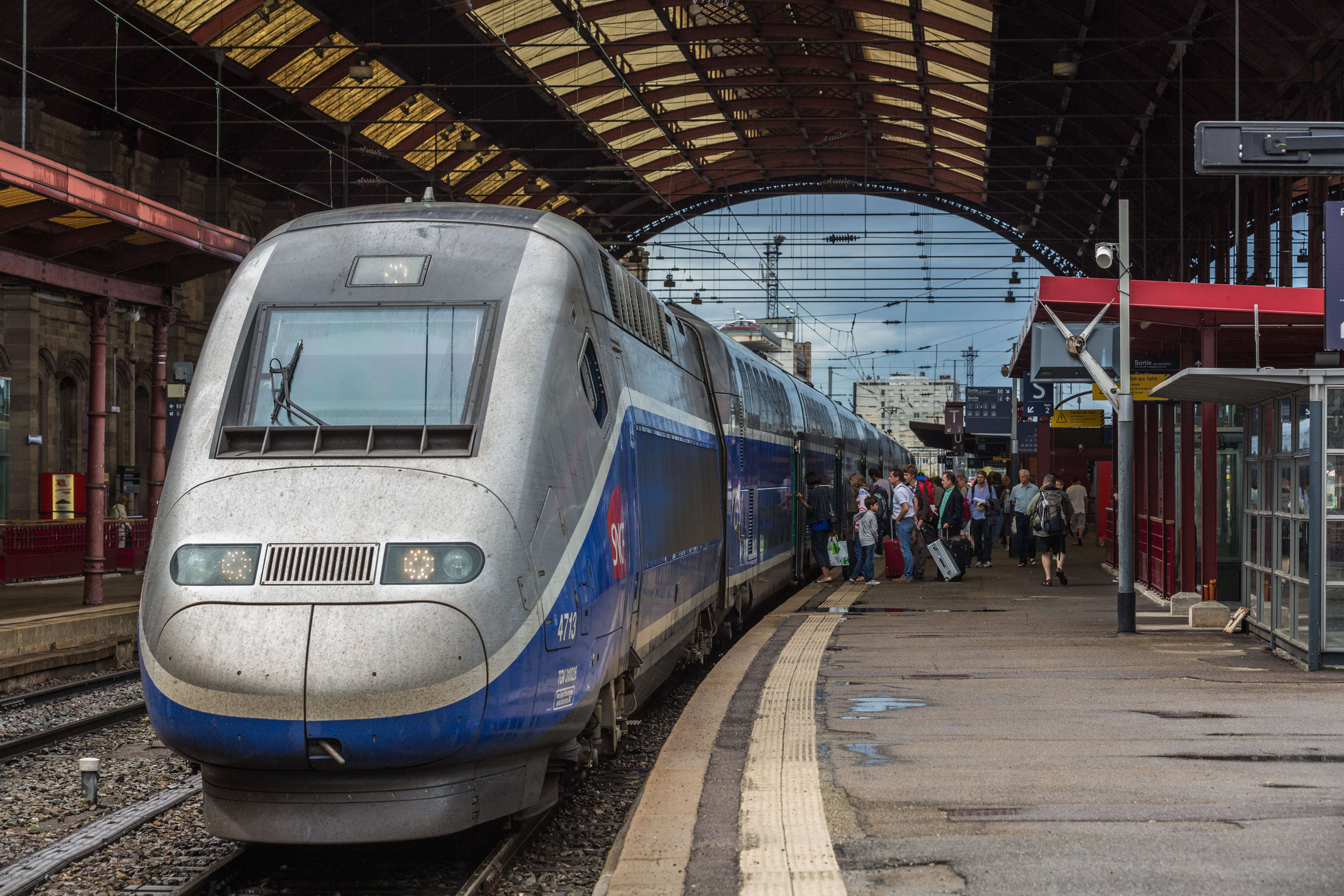
테제베 듀플렉스

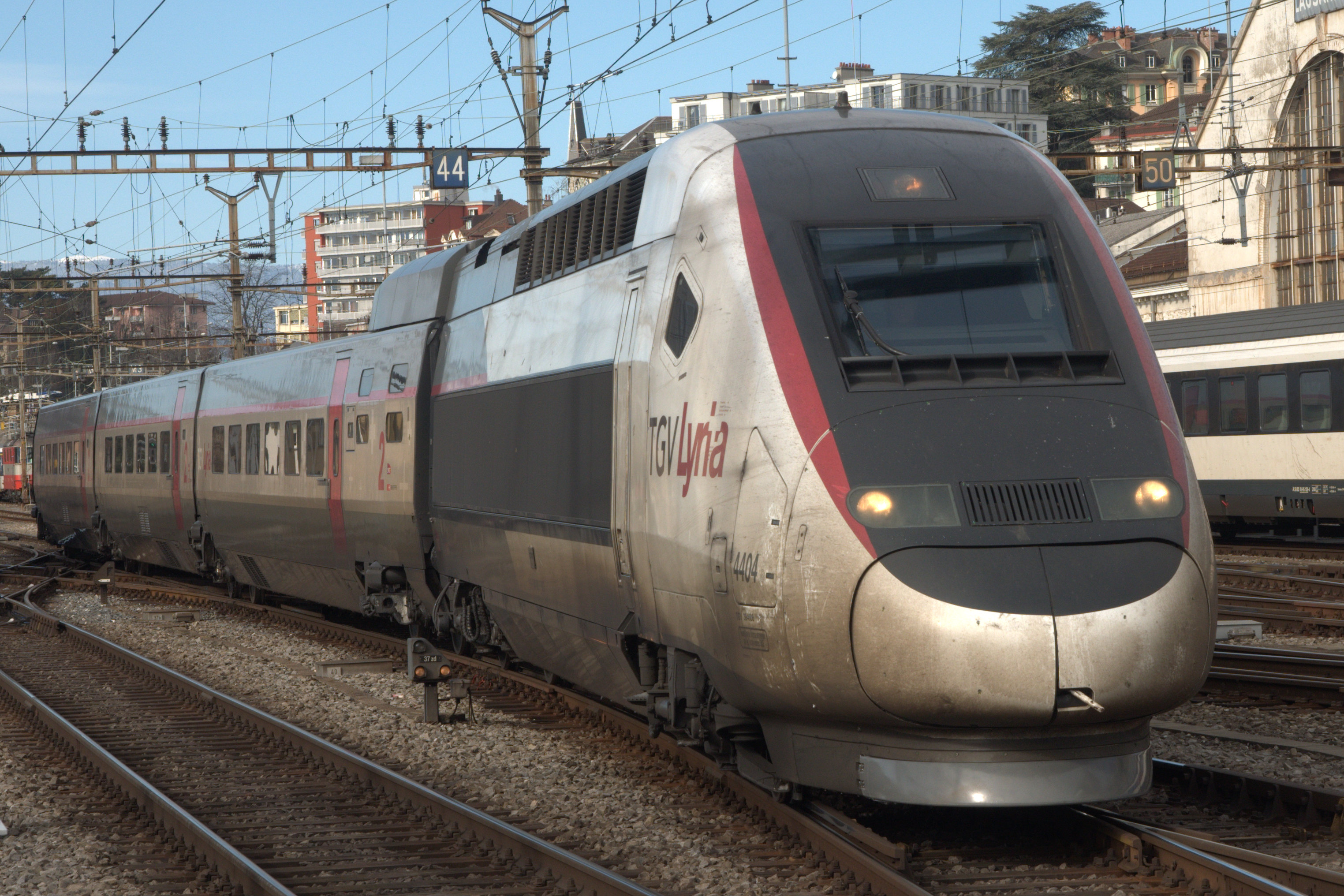
테제베 POS

1981년 파리와 프랑스 제 2도시인 리옹을 연결하는 410km의 고속신선이 개업해 TGV 시대의 막이 열렸으며 당시 최고속도는 260 km/h였으며 1983년 270 km/h로 증속운행을 했다.신칸센은 1992년 300계가 운행하면서 270 km/h로 증속하게 된다. 1981년에 대서양선 51편성은 시험운행에서380.4 km/h를 기록했다. 1989년, 300 km/h로 영업속도를 높이면서 신칸센보다 속도 경쟁력을 더욱 높일 수 있었다. 일본은 500계로 이에 8년 늦은 1997년에야 300 km/h로 증속하게 된다.
1990년 5월 테제베 동남선 329편성이 515.3 km/h를 기록하여 기존의 기록을 경신하였고, 17년 후인 2007년 4월 3일, TGV POS는 574.8 km/h를 기록하여 철차륜 세계 최고 기록을 수립했다.
2003년과 2015년 4월 21일 리니어신칸센 주행시험에서 최고속도 581km/h, 603Km/h를 기록하여 TGV의 기록이 깨졌다. 그러나 다시 시험되었던 신칸센은 자가부상열차인 리니어 신칸센L0계로 철차륜 열차 기준으로는 아직까진 TGV가 앞서고 있다.

## 사건 및 사고
2015년 11월 14일, 2016년 4월부터 개통될 파리-스트라스부르 노선에 사용될 예정이였던 TGV의 시험운행중 약 350km/h의 속도에서 열차가 탈선해 철로 옆 수로에 빠지면서 최소 10명 이상이 사망하고 5명 이상이 실종되었다. 이는 TGV 열차가 지난 1981년 도입된 이래 34년만에 처음 발생한 대형 인명사고다.

## 같이 보기
- 한국고속철도
- 인터시티익스프레스
- 신칸센
- 알스톰